# Мерзликин, Леонид Семёнович
Леони́д Семёнович Мерзликин (1935—1995) — русский поэт, член Союза писателей России.

## Биография и творчество
Родился в селе Белоярском (сейчас микрорайон города Новоалтайска).
Окончил культпросветшколу в с. Троицком, служил в армии, работал в Калманской районной газете. Первые стихи опубликованы в 1950 году в краевой молодёжной газете. В 1959 году поступил в Литературный институт им. Горького, который окончил в 1964 году. Тогда же в Москве, в издательстве «Молодая гвардия», вышел первый поэтический сборник «Купава» (1963).
Автор 12 поэтических книг, в том числе «Россия» (1965), «Таисья» (1967), «Ивушка» (1973), «Просека» (1981), «Зимняя роза» (1987), «Заря пылает» (1990). Сборник «Избранное» был издан посмертно.
Много печатался в периодических изданиях — журналах «Москва», «Сибирские огни», «Алтай», «Барнаул», газетах «Литературная Россия», «Алтайская правда» и др.
Лауреат Всероссийской литературной премии им. В. М. Шукшина (1990), муниципальной премии Барнаула.
Умер и похоронен в Белоярске.

## Поэтические сборники
- Мерзликин Л. С. Купава: стихи. — М.: Молодая гвардия, 1963.
- Мерзликин Л. С. Россия: стихи. — Барнаул, 1965.
- Мерзликин Л. С. Таисья: стихи. Поэмы. — Барнаул, 1967.
- Мерзликин Л. С. Лада: стихи. — Барнаул, 1970.
- Мерзликин Л. С. Проталинка: стихи для детей дошк. и млад. шк. возраста. — Барнаул, 1973.
- Мерзликин Л. С. Снежное утро: стихи. — М.: Современник, 1974.
- Мерзликин Л. С. Поэмы. — Барнаул: Алтайское книжное издательство, 1977. — 96 с.
- Мерзликин Л. С. Облепиха-ягода: стихи. — Барнаул, 1978.
- Мерзликин Л. С. Стихи, поэмы. — Барнаул, 1983.
- Мерзликин Л. С. Зимняя роза: стихотворения и поэмы. — Барнаул, 1987.
- Мерзликин Л. С. Избранное: стихотворения и поэма. — Барнаул, 1997.
- Мерзликин Л. С. Избранное: Стихотворения. Поэмы. — Барнаул; Новосибирск: ИД «Сова», 2005.